# Carl Nielsen - lyset og mørket
Carl Nielsen - lyset og mørket er en dansk portrætfilm fra 2002 instrueret af Karl Aage Rasmussen.

## Handling
Komponist og forfatter Karl Aage Rasmussen fortæller historien om manden og komponisten Carl Nielsen - en historie der kommer omkring både lyset og mørket, Nielsens sensitivitet og intellektualisme, ambitioner og kærlighedsliv. Filmen fokuserer på det helt særlige personlige og kunstneriske talent, der gjorde Nielsen berømt som national sangskriver og samtidig også eksperimenterende modernist. Filmen giver også et portræt af Nielsens kone, skulptøren Anne Marie Carl-Nielsen, og ser hende og hendes kunst som både motiverende og forstyrrende faktorer i komponistens kunstneriske liv.